# 세이지 스탤론
세이지 스탤론(Sage Stallone, 1976년 5월 5일 ~ 2012년 7월 13일)은 미국의 배우로, 실베스터 스탤론의 아들이다. 2012년 7월 13일, 자택에서 죽은 채로 발견되었다. 당초 사인은 불명이었지만 이후 부검에서 심장 마비에 의한 자연사인 것으로 나타났다.

## 출연 작품
- 더 에이전트 (2010)
- 교황과 함께 사라지다 (2010)
- 물에 쓰인 약속 (2010)
- 모스크바 제로 (2007)
- 카오스 (2005)
- 맨슨 패밀리 (1997)
- 데이라잇 (1996)
- 록키 5 (1990)